# Diamond (Illinois)
Diamond é uma vila localizada no estado americano de Illinois, no Condado de Grundy e Condado de Will.

## Demografia
Segundo o censo americano de 2000, a sua população era de 1393 habitantes.
Em 2006, foi estimada uma população de 2235, um aumento de 842 (60.4%).

## Geografia
De acordo com o United States Census Bureau tem uma área de
4,1 km², dos quais 4,1 km² cobertos por terra e 0,0 km² cobertos por água.

## Localidades na vizinhança
O diagrama seguinte representa as localidades num raio de 12 km ao redor de Diamond.